# 格來王朝

格來王朝之塔木加

格來王朝是克里米亞汗國上的統治家族，來自成吉思汗，更正式說來自拔都的兄弟禿花帖木兒。這家族1427-1783年統治克里米亞，喀山汗國的王族也是他們家族的。出班·格來時代有很多切爾克斯人來到汗國，成為克里米亞韃靼人一族源，他們也成為某些韃靼人的米兒咱。

## 成為鄂圖曼臣下
根據某些學者說法，格來王朝是鄂圖曼帝國的姻親。他們的關係如羅馬與拜占庭關係。他們的汗是土耳其帝國第二大權力的人，曾是土耳其帝國的國相(大維齊爾)。他們除了外交之外，幾乎保留了所有權利，除了南部外，半島其他地方汗國自治。

## 覆滅
汗國1783年被俄羅斯合併後，沙希因汗在1787年恢復小部分權力。他後來被土耳其人送到羅德島斬首。其他王族留在首都生活。也有至土耳其伊斯坦堡與布爾薩一帶生活。